# Kinsale
Kinsale (Cionn tSáile en gaèlic irlandès) és una població de la República d'Irlanda, situada al comtat de Cork. És un lloc costaner estratègic com prova el propers Charles Fort i James Fort.

## Història
El 160 va tenir-hi lloc el Setge de Kinsale en el qual les tropes angleses venceren les tropes irlandeses i angleses liderades pels prínceps Hugh Roe O'Donnell i Hugh O'Neill. Després de la derrota es produí l'anomenada fuga dels comtes, quan la major part dels aristòcrates nadius, inclosos els comtes de Tyrone i Tir Conaill marxaren del país cap a Europa.
El 1690 Jaume II d'Anglaterra i Irlanda hi marxà cap a França després de la derrota a la batalla del Boyne.
El 1677 s'hi construí la fortalesa de Charles Fort a Summer Cove per a vigilar l'entrada al port de Kinsale contra atacs de francesos i espanyols. James's Fort es troba a l'altra banda de la cova a la península de Castlepark.
Quan el vaixell RMS Lusitania fou enfonsat per un U-boot alemany el 7 de maig de 1915 alguns supervivents i alguns cossos foren duts a Kinsale i exposats als jutjats per al seu reconeixement. A statue in the harbour commemorates the effort.

## Agermanaments
- Newport (Rhode Island)[3]
- Mumbles[4]
- Portofino
- Antíbol

## Galeria d'imatges

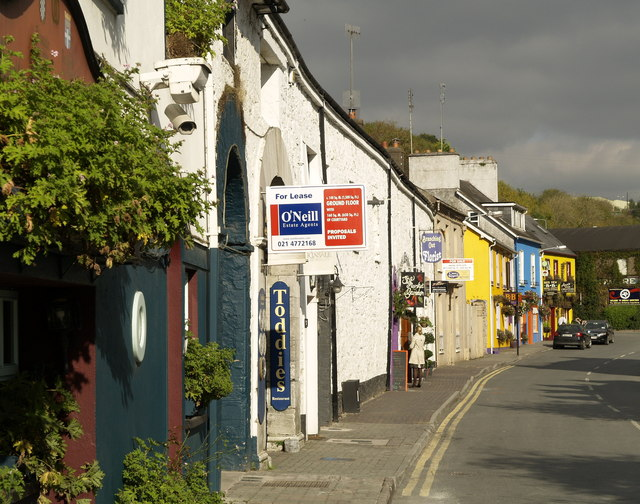
Carrer de la vila
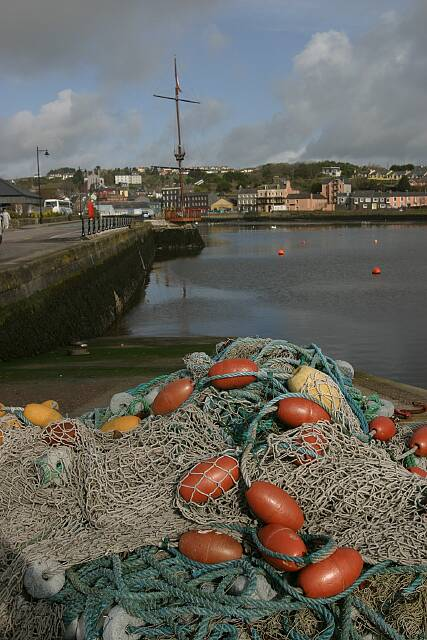
Als molls
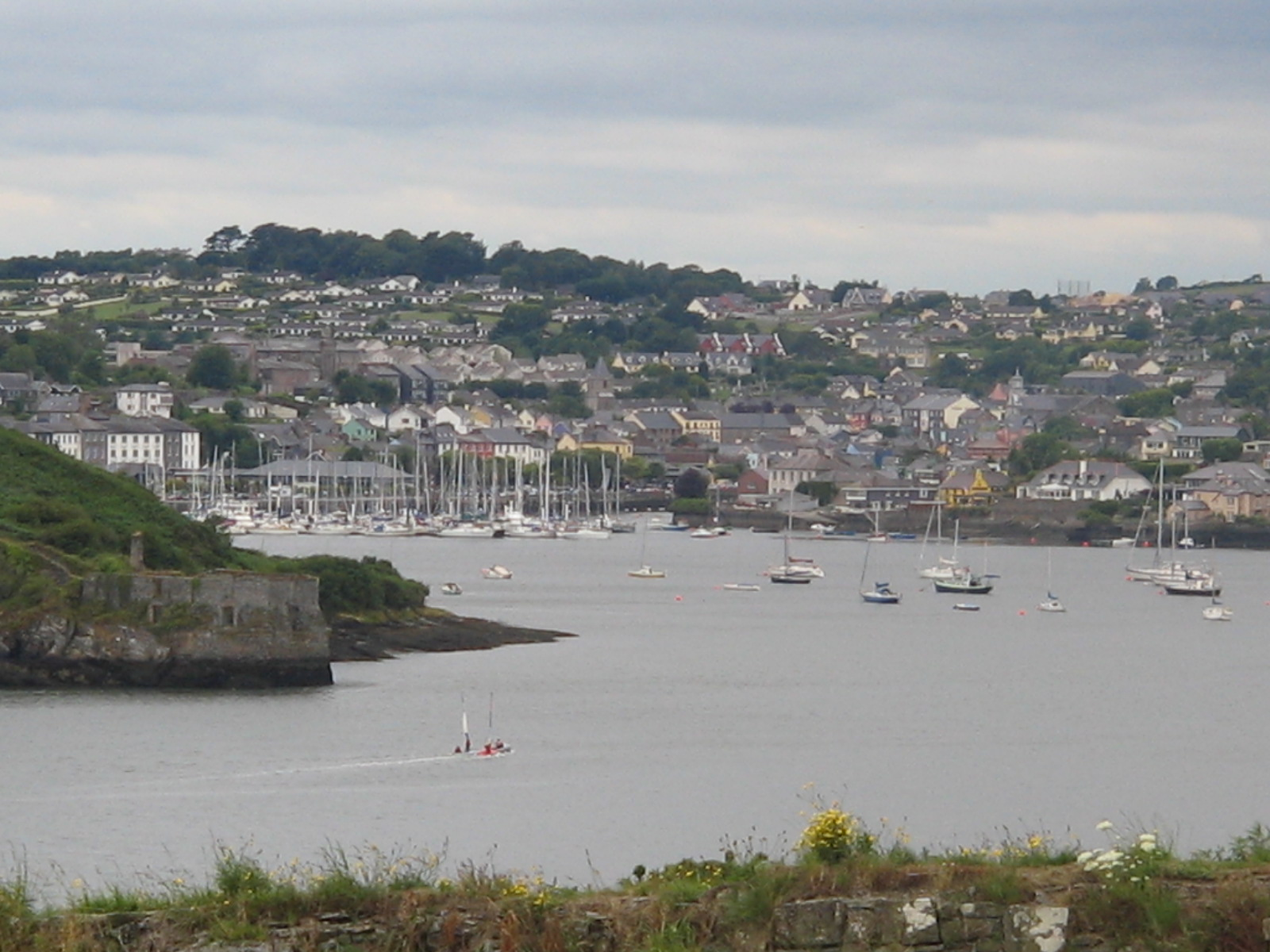
Port
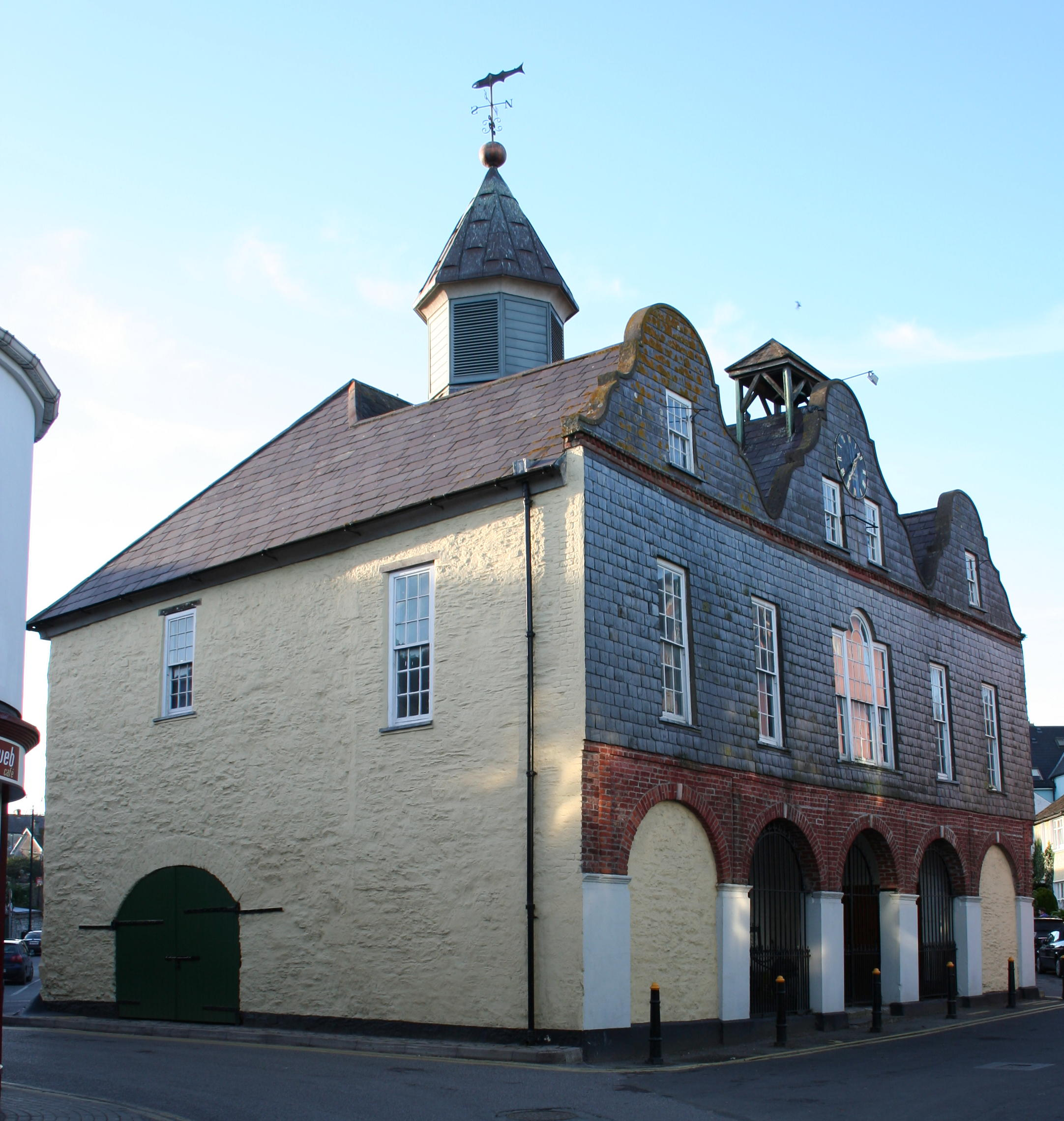
Mercat (circa 1600)